# Telemark (Rind)

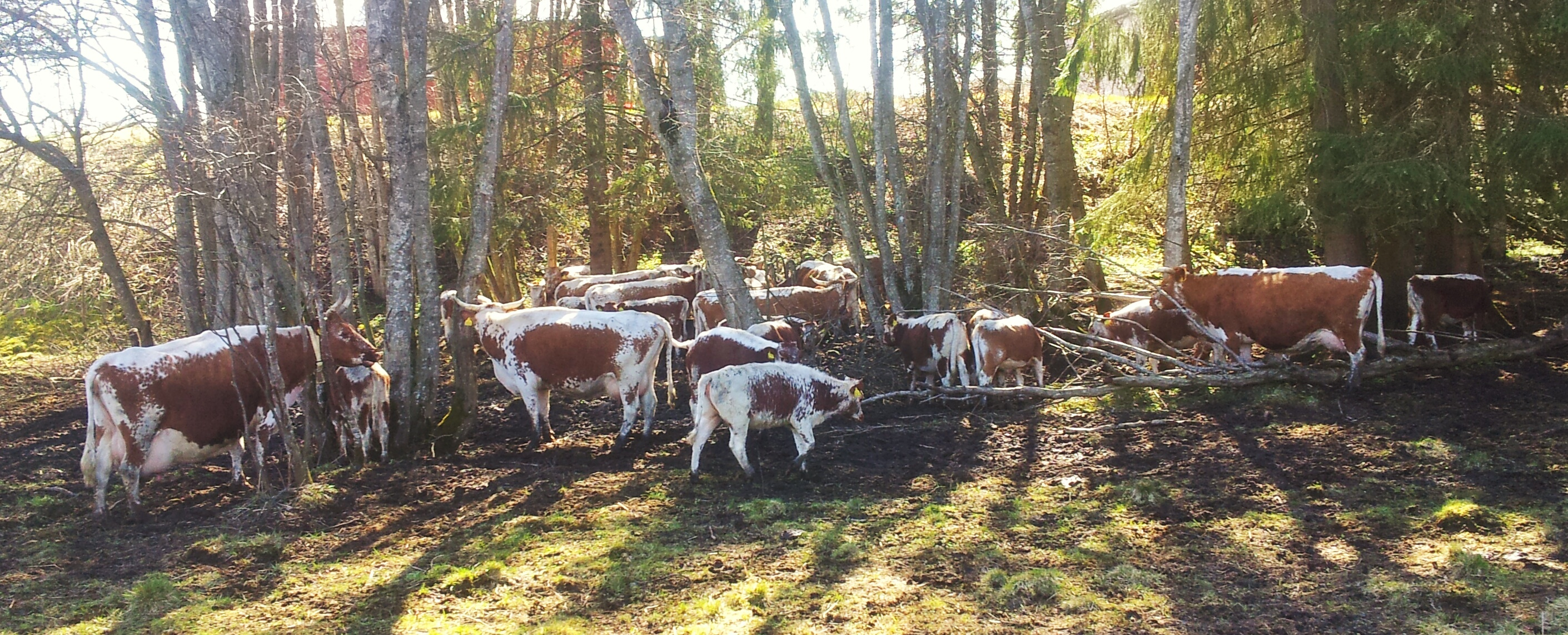
Telemarkrind

Das Telemarkrind ist die älteste norwegische Rinderrasse. Sie war die erste Rasse, die professionell gezüchtet und in öffentlichen Ausstellungen präsentiert wurde. Angeführt wurde die Zucht vom schwedischen Staatsagronomen Johan Lindeqvist. Das damals in der oberen Telemark, einer Gegend im südlichen Norwegen, verbreitete Rind zeichnete sich durch Robustheit, hohe Milchleistung und gute Anpassungsfähigkeit in Fjord-, Wald- und Gebirgsgegenden aus.

## Zuchtgeschichte
Die erste öffentliche Ausstellung des Telemarkrindes fand 1856 in Kviteseid statt. 10 Jahre später wurde Seljord zum festen Ausstellungsort, was es bis heute geblieben ist. Im Laufe der Jahre kamen andere Rinderrassen und Nutztiere hinzu. Diese Tierschau (norw. Dyrsku’n) findet auch heute noch alljährlich im September statt und gehört zu den beliebtesten ihrer Art in Norwegen.
Die Telemarkkuh wurde schließlich so beliebt, dass sie zu einer Art Nationalsymbol avancierte.
Mit der Zucht der Telemarkkuh entwickelte sich auch das freiwillige System der „Husdyrkontrollen“ (dt. Haustierkontrolle), in der heute etwa 90 % der norwegischen Milchproduzenten Mitglied sind. Sie hilft dem Bauern u. a. bei der Zuchtarbeit, der richtigen Futterzusammensetzung, Kontrolle der Milch- und Schlachtqualität, Problemen bei Fruchtbarkeit oder Gesundheit der Tiere und der wirtschaftlichen Führung des Hofes.
Seit 1926 wurden Stammbücher sowohl für Bullen als auch Kühe herausgegeben. Ab 1946 war erstmals auch die Befruchtung mittels künstlicher Besamung möglich.
Nach und nach kamen jedoch größere Rinderrassen nach Norwegen, die mehr Milch gaben. Die Bestände des Telemarkrindes und anderer kleiner Rassen gingen stark zurück. Trotzdem gab es nach wie vor Zugang zu Zuchtsperma. Einige Bauern erhielten die alte Kuhrasse weiterhin am Leben. Der Bezirksagronom Torvald Indrebø sorgte dafür, dass genügend neue Zuchtbullen eingekauft und getestet wurden. So stieg das Interesse an der alten Kuhrasse wieder etwas und der Niedergang der Bestände konnte gestoppt werden. Heute erhalten die norwegischen Bauern, die alte Kuhrassen halten, den höchsten staatlichen Zuschuss.

## Rassemerkmale
Das Telemarkrind ist seitlich rot oder brandfarben. Es hat einen durchgehend weißen Rücken, also vom Schwanz bis zum Kopf. Die Brust ist weiß, genauso wie der Bauch, das Euter, die Hinterbeine und der Schwanz. Der Kopf ist gesprenkelt mit rotem Maul, Ohren und Wangen. Über den Augen ist ein roter Strich oder Fleck. Dort wo Rot und Weiß aufeinandertreffen, ist der Rand „getröpfelt“; nur am Bauch kann er auch geradlinig verlaufen.
Jedes Tier besitzt eine etwas andere Hörnerform.
Das Telemarkrind ist eine typische Milchrasse. Es sollte nicht zu grob gebaute Beine haben oder zu muskulös sein. Sein Lebendgewicht liegt unter 500 kg. Der Körper ist schmal und lang gestreckt mit einem langen und schlanken Hals.
Im Jahre 2000 betrug die Milchleistung pro Tier und Jahr 4111 kg mit 4,05 % Fett- und 3,23 % Proteinanteil.
Es sind ca. 700 Tiere dieser Rasse registriert, davon ungefähr 180 in der „Husdyrkontroll“. In den letzten zehn Jahren stieg die Anzahl der Tiere stark an: von ca. 150 Kühen im Jahre 1991 bis auf rund 700 im Jahre 2003. Zum Vergleich: die gängigste Milchrindrasse Norwegens, die NRF-Kuh, machen mit ca. 300 000 Tieren rund 98 % der norwegischen Milchproduktion aus.

## Quelle
- Norwegischer Zuchtverband „Landslaget for Telemarkfe“ (dt. „Nationalmannschaft für das Telemarkrind“)